# Flora Pescador Monagas
Flora Pescador Monagas (Las Palmas de Gran Canaria, 1953) es una arquitecta paisajista española, que ejerce como profesora de Urbanística y Ordenación del Territorio de la Universidad de Las Palmas de Gran Canaria.

## Trayectoria profesional
Desde 1982 ha formado parte del personal docente de la  de la Escuela Técnica Superior de Arquitectura de la Universidad de Las Palmas de Gran Canaria siendo docente de los siguientes programas: planeamiento urbano, turismo y desarrollo sostenible, la restauración y la rehabilitación arquitectónica y el programa de investigación, tendencias e innovaciones.Además es profesora visitante en Francia de L¡École de Architecture de Lyon y de L’École Nationale Superieure de Architecture de Nantes entre los años 2013 y 2015.
Ha sido profesora invitada de las siguientes Facultades de Arquitectura:Oxford Brookes University; CUADD de Arte, Arquitectura y Diseño de Guadalajara (México); School of Landscape of Pennsylvania University; Facultad de la Universidad Veracruzana de Xalapa; Faculty of Ingineering and Architecture de Chiba (Japón).
Forma parte del Grupo de Investigación “Turismo, Innovación y Desarrollo Económico” (TIDES). Área de investigación: Turismo, Ordenación del Territorio y Medio Ambiente. Es directora del grupo de investigación URSCAPES dentro del Instituto Universitario de Investigación en Turismo y Desarrollo Económico Sostenible de la Universidad de Las Palmas de Gran Canaria. En el momento de su ingreso en la RACBA desarrolla proyectos de investigación en cooperación internacional con el Gobierno de Canarias, la Wilaya y la Region de Souss Massa Drâa, así como con el Ayuntamiento de Agadir en Marruecos.
Entre  1995 y 2002 es la directora de Máster de Proyectación Urbanística y del Paisaje de la Escuela Técnica Superior de Arquitectura de la Universidad de Las Palmas de Gran Canaria (ULPGC), para pasar a ocupar ocupa el cargo de directora en la ULPGC en el periodo trascurrido entre 2003 y 2009, en ese periodo dirige el festival de paisaje en el campus universitario de Tafira para la I Bienal de Canarias de arquitectura , arte y paisaje, como también coordina en encuentro "LasPal+Africa" en esa misma bienal. Una vez terminado este periodo es nombrada miembro del Consejo de Gobierno de la ULPGC entre los años 2009 y 2012.
En 2008 en nombrada Directora de la IX Bienal Española de Arquitectura y Paisaje para el Ministerio de la Vivienda de España.
Como investigadora ha formado parte de dos grandes investigaciones como han sido la llamada: Procesos de transformación del espacio edificado en 2012 con el grupo de investigación URSCAPES (TIDES) y ha sido directora de la investigación:I+P Paisaje como infraestructura, arquitectura del paisaje, ordenación gestión, y ordenación en el paisaje con el laboratorio de investigación: LAURE. (Lyon Architecture Urbanisme Recherche). En el momento de su ingreso en la RACBA desarrolla proyectos de investigación en cooperación internacional con el Gobierno de Canarias, la Wilaya y la Region de Souss Massa Drâa, así como con el Ayuntamiento de Agadir en Marruecos.
En 2014 ingresó en la Real Academia Canaria de Bellas Artes de San Miguel Arcángel.
Es miembro por nombramiento de la alcaldía al Consejo Social de la ciudad de Las Palmas y miembro de la Comisión de redacción de las Directrices Generales de Ordenación del territorio y del Turismo del Gobierno de Canarias como también representante en el Consejo del Instituto TIDES. División Estrategia territorial y Turismo. 

## Artículos y revistas
- Masterplan de Turismo Sostenible para la isla de Fogo
- Sidi Ifni. La ciudad olvidada
- Habitar el paisaje del litoral.
- Paseo marítimo de Agadir. Marruecos.
- Workshop ecole d'architecture de Lyon
- Paisajes en bandas
- Planificación territorial y paisaje en Canarias
- Propuesta de ordenación urbana y diseño paisajístico del Barranco de la Ballena en la ciudad de Las Palmas
- El proyecto del paisaje
- Paisaje y urbanización turística: el caso del sur de Gran Canaria
- De la ciudad de Buenos Aires de Borges a la calle sin esperanza de Le Corbusier
- El Jardin Canario Viera y Clavijo (Las Palmas)
- Centro cívico "La Ballena". Las Palmas de Gran Canaria, 1989.

## Premios
- Mención en la categoría de investigación en equipo en el concurso de investigación Takatona III, Grupo de Investigación URSCAPES (autores: Vicente Mirallave Izquierdo, Flora Pescador Monagas, Ángel Casas y Jin Taira Alonso), otorgado por el Ministerio de Fomento de España en el marco de la IX Bienal de Arquitectura y Urbanismo (octubre, 2014).
- Premio Mención Especial Investigación por equipos Takatona II, en la IX Bienal Iberoamericana de Arquitectura y Urbanismo CSCAE (autores, Vicente Mirallave, Flora Pescador, Ángel Casas y Jin Taira). Ministerio de Fomento, 2014.
- Premio Islas / Takatona II de la Fundación Aquae (mismo equipo), 2014.[3]
- Premio Shortlist, Master Plan / EFFOGO, otorgado por The Plan Award al mismo equipo, 2015.